# New Model Army (gruppo musicale)
I New Model Army sono un gruppo musicale post-punk/alternative rock britannico formatosi nel 1980 a Bradford.

## Principali membri
- Justin Sullivan - voce e chitarra
- Robert Heaton - batteria (1982-1998) (deceduto nel 2004)
- Stuart Morrow - basso (1980-1985)
- Jason Harris - basso (1986-1990)
- Nelson - basso (1990-2012)
- Marshall Gill - chitarra (2005- )
- Ceri Monger - basso (2013- )
- Michael Dean - batteria (1998- )
- Dean White - tastiere (1994- )

## Discografia

### Album studio
- Vengeance (1984)
- No Rest for the Wicked (1985)
- The Ghost of Cain (1986)
- Thunder and Consolation (1989)
- Impurity (1990)
- The Love of Hopeless Causes (1993)
- Strange Brotherhood (1998)
- Eight (2000)
- Carnival (2005)
- High (2007)
- Today Is a Good Day (2009)
- Between Dog and Wolf (2013)
- Between Wine and Blood (2014)
- Winter (2016)
- From Here (2019)
- Unbroken (2024)

### Album live
- Radio Sessions 83-84 (1988)
- Raw Melody Men (1991)
- BBC Radio One-Live in Concert (1993)
- ...& Nobody Else (1999)
- All Of This-The "Live" Rarities (1999)
- Fuck Texas, Sing for Us (2008)
- Between Wine and Blood (2015)
- Night Of A Thousand Voices (2018)

Raccolte
- B Sides and Abandoned Tracks (1994)
- Lost Songs (2002)